# Piplärkan 7

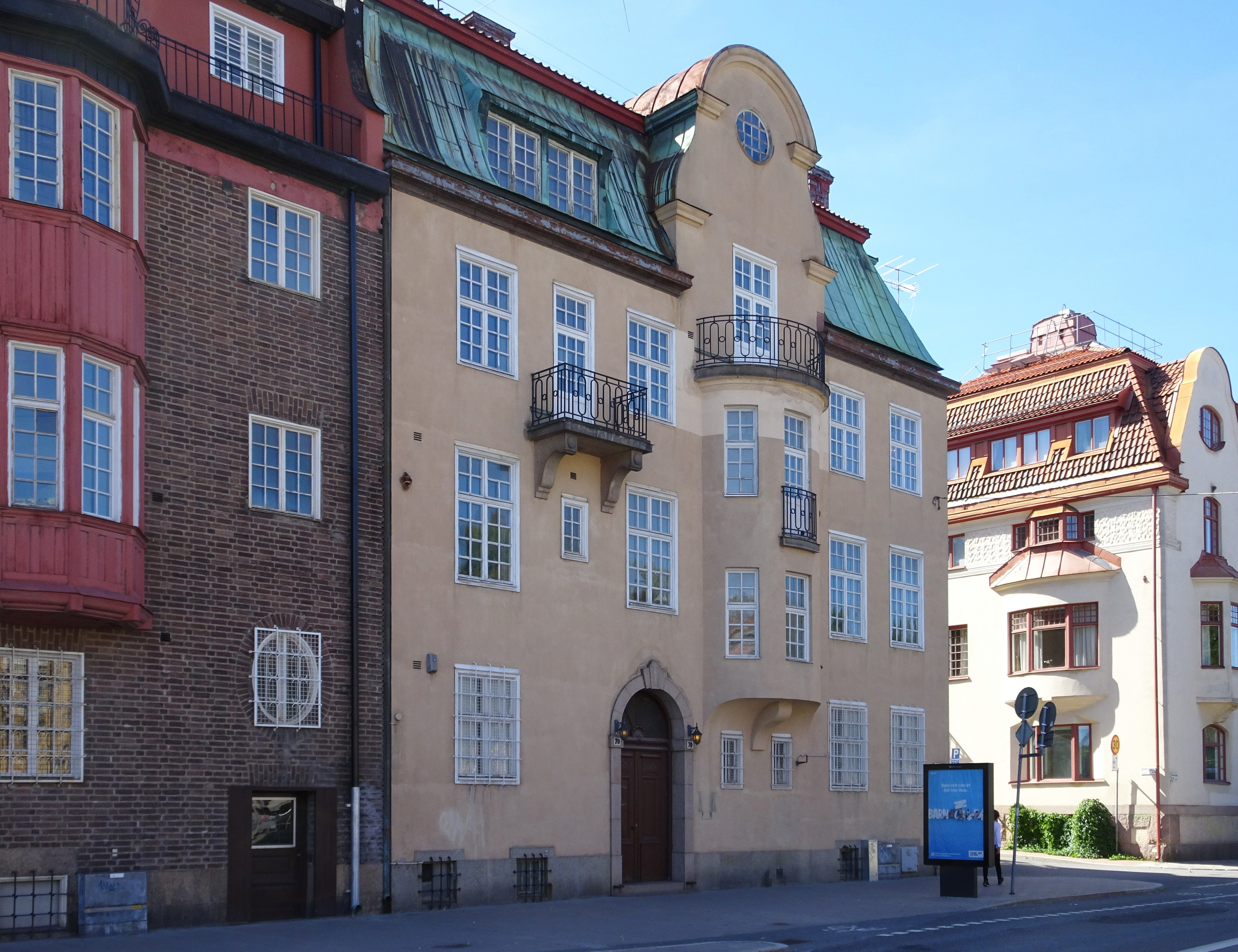
Piplärkan 7 sedd från Valhallavägen, till höger skymtar Sånglärkan 6 och till vänster Piplärkan 8, augusti 2022.

Piplärkan 7 är en kulturhistoriskt värdefull villafastighet i kvarteret Piplärkan i Lärkstaden på Östermalm i Stockholm. Stadsvillan vid hörnet Baldersgatan 14 / Valhallavägen 70 ritades 1910–1911 av arkitekt Erik Josephson som sin egen bostad och uppfördes av byggmästaren Per Blom. Fastigheten är grönmärkt av Stadsmuseet i Stockholm, det innebär "särskilt värdefull från historisk, kulturhistorisk, miljömässig eller konstnärlig synpunkt". Byggnaden har under perioder används som residens för Danmarks ambassadör i Stockholm, som Jugoslaviens ambassad och som Serbiens ambassad.

## Bakgrund

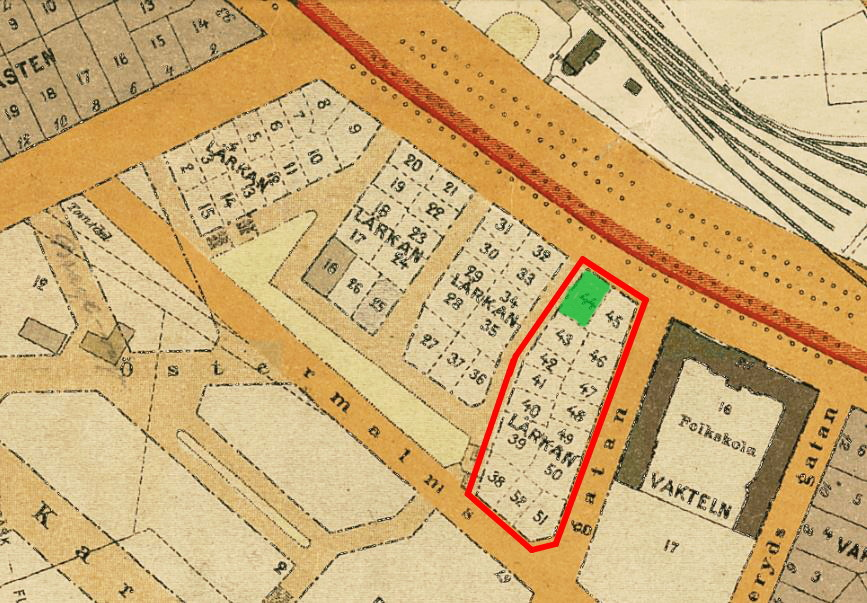
Kvarteret Lärkan, tomt nr 44 (nuvarande Piplärkan 7), 1909

I februari 1909 inleddes auktionerna av de 51 villatomterna i kvarteret Lärkan. Piplärkan 6 (tidigare tomt nr 44) förvärvades den 10 januari 1910 av arkitekten Erik Josephson som här planerade att låta bygga sin privatbostad. Tomten omfattade en areal om 423,8 kvadratmeter ”å fri och egen grund” och utgjorde hörntomten vid Baldersgatan / Valhallavägen.
Till egendomen hörde också mark för en liten trädgård som var en viktig del i Per Olof Hallmans stadsplan för Lärkan. Tanken var att kvarterets små trädgårdar skulle bilda ett sammanhang med gröna utblickar mellan husen. Tomterna kom dock att inhägnas av höga murar vilket delvis spolierade den ursprungliga idén. Även Hallman byggde här och flyttade 1910 till närbelägna fastigheten Sånglärkan 6, Valhallavägen 68 och var därmed under en kort tid granne till Josephson. Josephson stod även som arkitekt för närbelägna Tofslärkan 13 som han ritade 1909 för industrimannen Gunnar Jacobsson.

## Byggnadsbeskrivning

### Exteriör

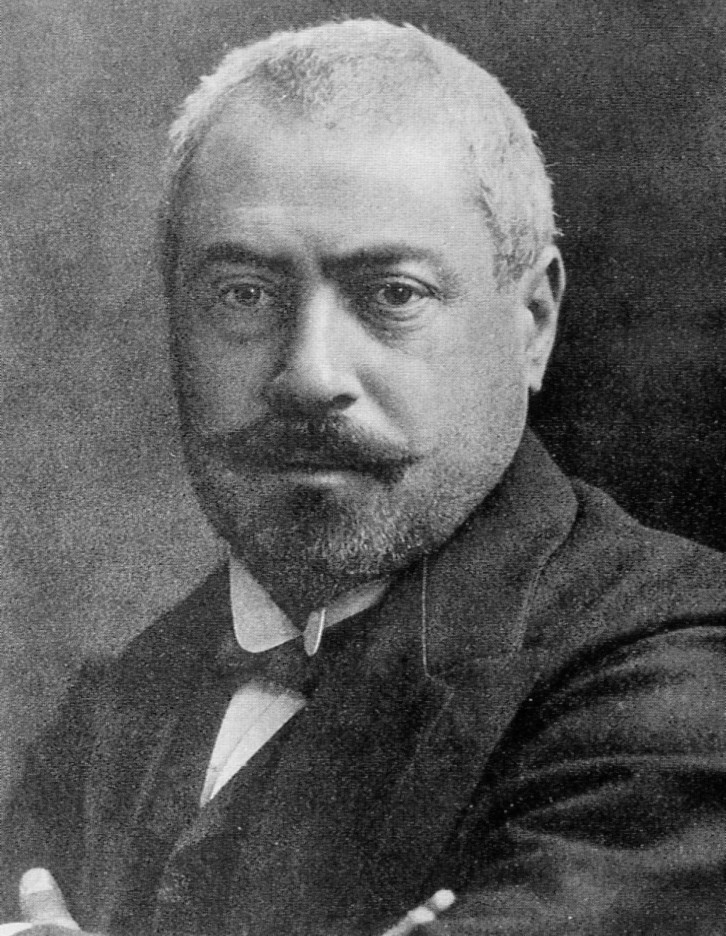
Byggherren Josephson.

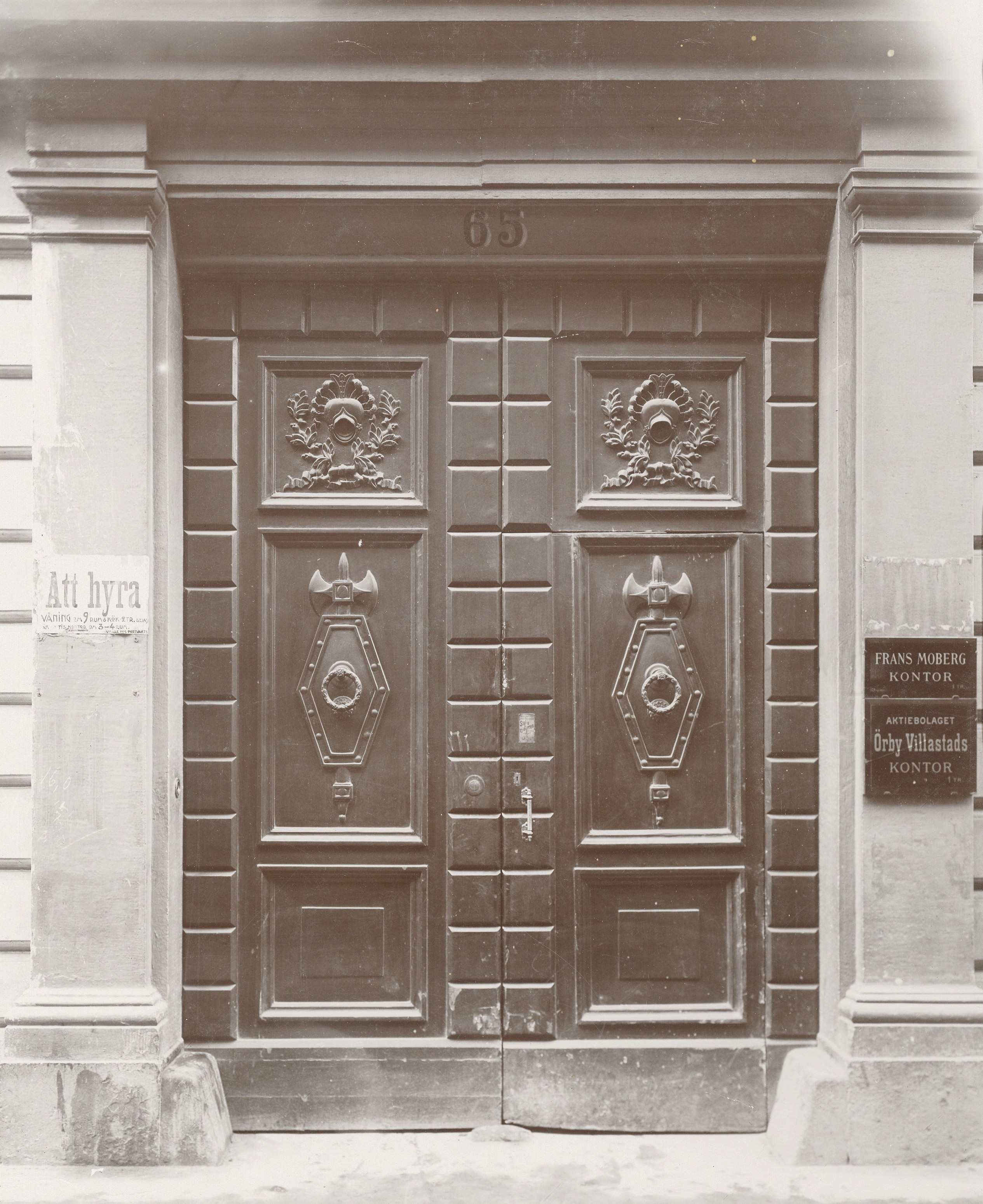
Körporten på sin ursprungliga plats Drottninggatan 65, 1909.

Byggnaden på Piplärkan 7 uppfördes i tre våningar och en utbyggbar vind. Fasaderna spritputsades i grå kulör (idag terrasitputs i ljus beigefärgad kulör), ursprungligen med enkla slätputsade dekorationer i form av kartuscher över fönstren i bottenvåning och våning en trappa. Däröver löpte en dekorerad horisontal putslist som vid senare fasadrenoveringar försvann. Sockeln utfördes av granit. 
Mot Valhallavägen dominerar ett två våningar högt, halvrunt burspråk som avslutas av en balkong samt, över takfoten, av en fronton. Den relativ enkel gestaltade fasaden mot Baldersgatan smyckades med ytterligare en fronton och ett burspråk. Även här har ursprungliga putsdekorationer tagits bort. Mot gården anordnades ännu ett burspråk som är en del av matsalen och fortsätter i en balkong i sidled. Taket täcktes med tegel och kopparplåt. Takfot, takfallens brytningslinjer och taknock rymdes exakt i den av stadsplanen föreskrivna profilen som inte fick överstiga 13,5 meter över gatulinjen.
Huvudentrén är från Valhallavägen. Här återanvände Josephson en skulpterad port från 1700-talet som placerades i en naturstensomfattning med en ornamenterad slutsten. I det halvrunda överljuset märks en snidad snäcka och strålformig anordnad spröjsning. Gården är mot Baldersgatan avstängd genom en hög mur och en dubbel körport med omfattande sniderier i empir som bladgirlanger, fjäderprydda hjälmar och dubbelyxor. Josephson tillvaratog porten från Piehlska huset, en äldre byggnad från 1827 belägen vid Drottninggatan 65 och uppkallad efter sin byggherre, bagarmästaren Johan Henrik Piehl. Troligen fick han tips av sin byggmästare Per Blom som 1912 byggde om husets skyltfönster mot Drottninggatan. Blom ägde fastigheten (Skotten 4, idag Vallonen 2) mellan 1911 och 1925 och bodde också där.

### Interiör

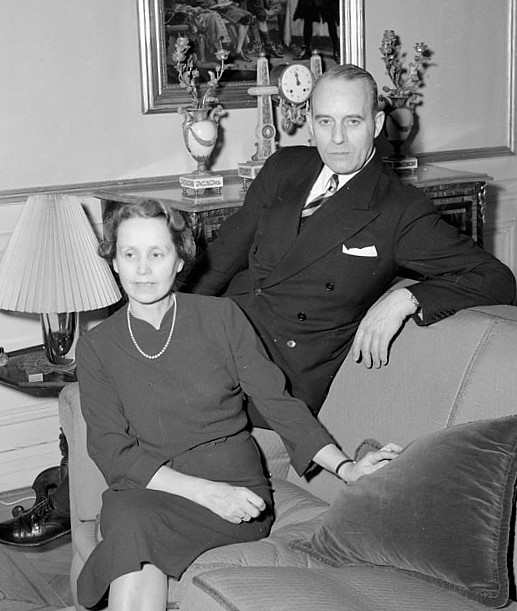
Danmarks ambassadör Nils Svenningsen med maka i sitt hem, 1950.jpg

Josephson inredde huset i 1700-talstil, och återanvändande många byggnadsdetaljer tillvaratagna från rivna byggnader, bland annat dörröverstycken från Gustavianska operahuset, trymåer från ett hus vid Storkyrkobrinken, målade tapeter från Götgatan, där Piehls nya bryggeri uppfördes 1895. En öppen spis av grå marmor från 1700-talet kom från en egendom i Östergötland. 
Josephson hade både sitt arkitektkontor och sin privatbostad i byggnaden vilket återspeglas i husets planlösning. Rumsfördelningen var enligt arkitektritningarna från 1910 följande:
- Källarvåning – pannrum, kolrum, vedförråd, matkällare och vinkällare
- Bottenvåning – entréhallen med kryssvälvt tak genom hela våningen, en liten portvaktslägenhet om ett rum och kök, Josephsons arkitektkontor med tre arbetsrum
- Våning 1 trappa – Josephsons representationsvåning med hall, bibliotek, salong, matsal och kök med serveringsgång.
- Våning 2 trappor – Josephsons sovrumsetage med sängkammare, tre sovrum mot gården, två domestikrum för personalen samt badrum och toalettrum (påklädningsrum) mot gatan.
- Vinden – strykrum och kallvind.

Trots en del ingrepp bevarade av Stadsmuseet på 1980-talet besökta interiörer ursprunglig planlösning och inredning såsom bröstpaneler, listindelade väggar, öppen spis och något dekorativt dörröverstycke. De flesta boningsrummen hade ursprungliga golv och snickerier samt i taket den speciella relieflisten med blad och frukter.

### Originalritningar från 1910
| Fasader och planer. |  | Fasader och planer. |
| Fasader och planer. |  |                     |

### Husets vidare öden
Erik Josephson bodde och hade sin verksamhet i huset till sin död 1929. I början av 1930-talet byggdes huset om för att fungerar som residens för Danmarks ambassadör i Stockholm, för ritningarna stod arkitekt Torben Grut. 1971 ansöktes om att få använda byggnaden som kontor för Danmarks ambassad i Stockholm. 1973 blev Piplärkan 7 plats för Jugoslaviens ambassad. Efter landets sönderfall övertogs verksamheten av Serbiens ambassad som var kvar till år 2020 då man flyttade till Hantverkargatan 26. Idag (2022) är fastighetsägare Kroatiens ambassad som hyr ut husets lägenheter till ett antal privatpersoner.

Nutida bilder
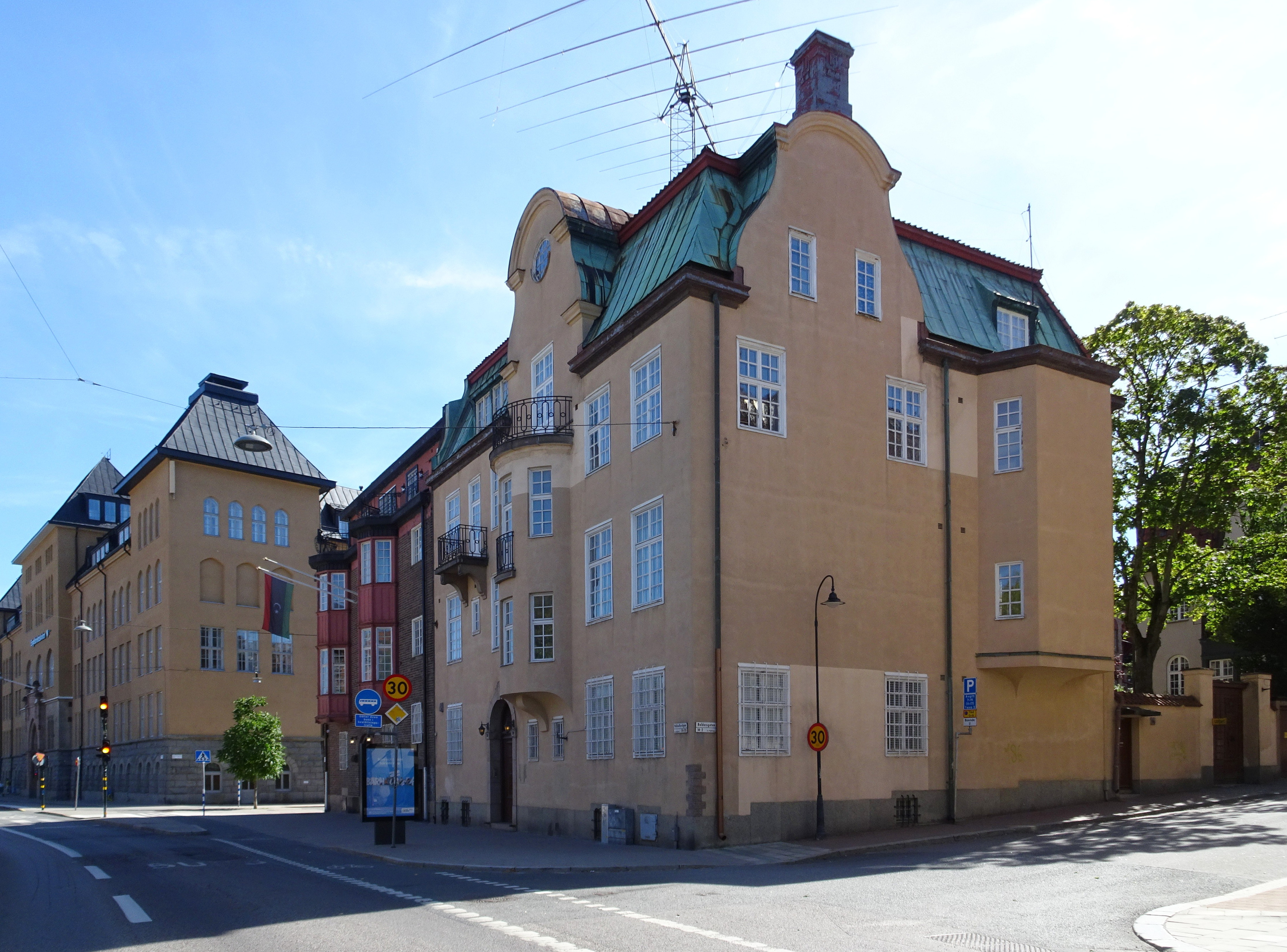
Hörnet Valhallavägen / Baldersgatan.
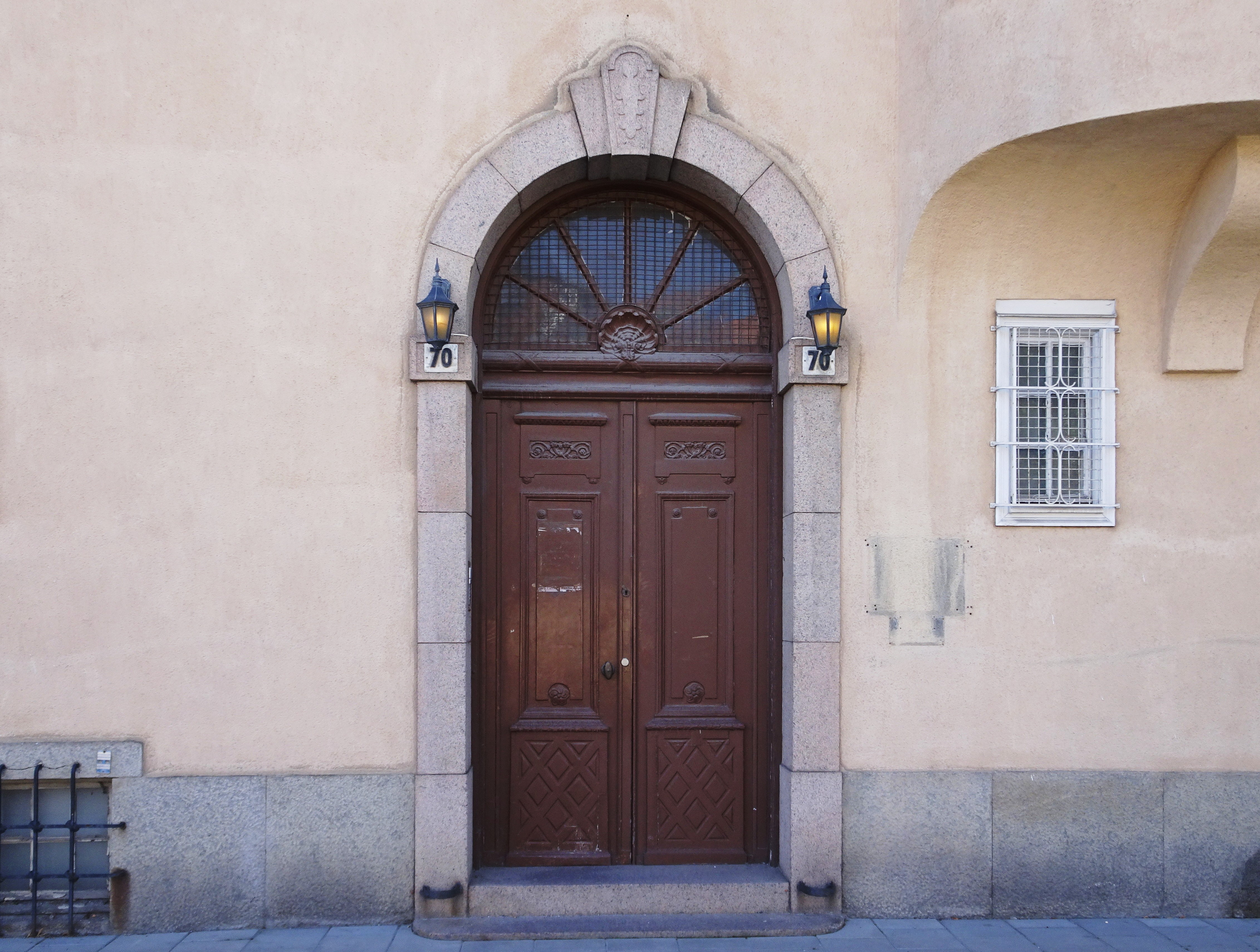
Entréporten mot Valhallavägen.
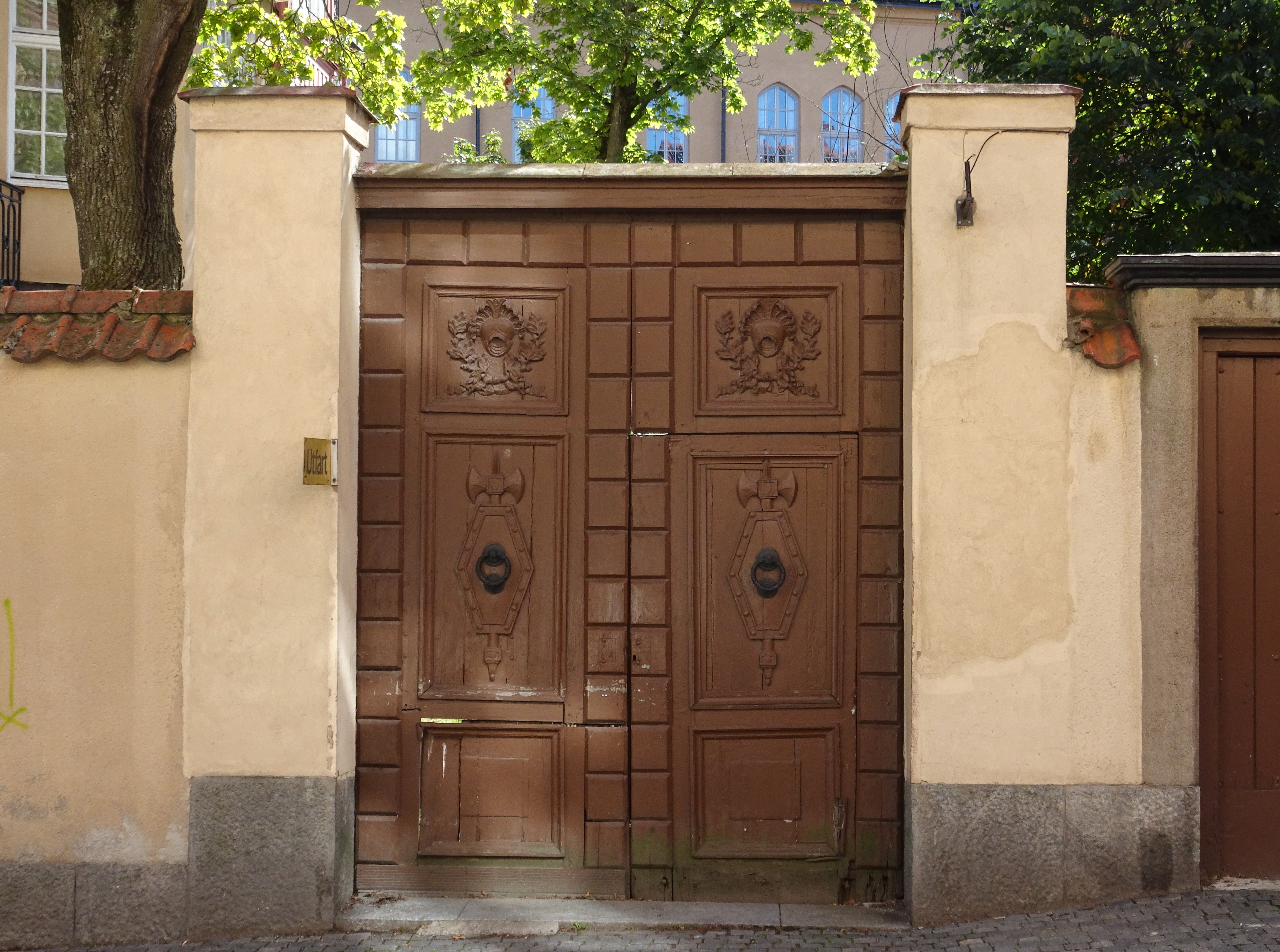
Körporten mot Baldersgatan.
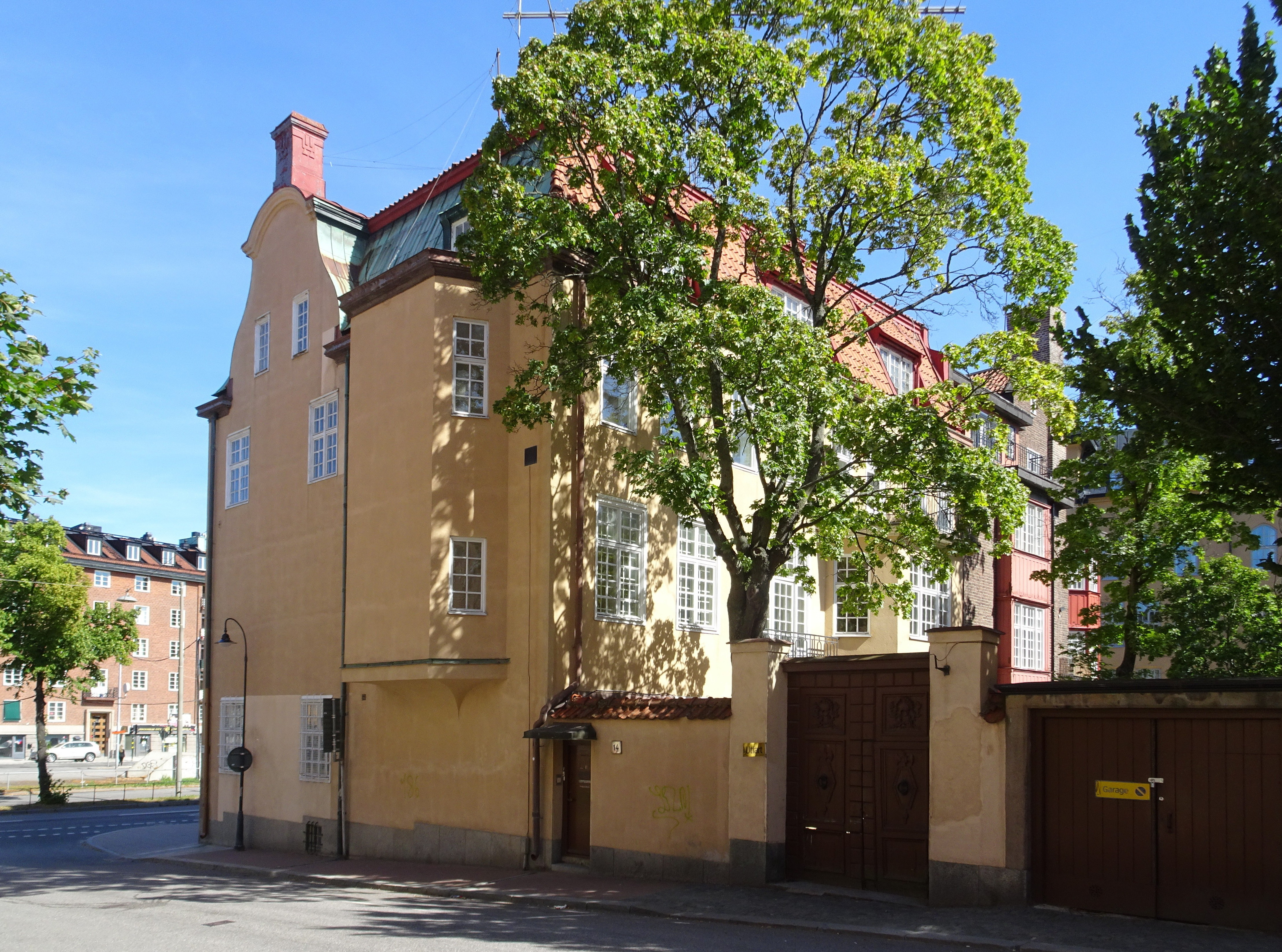
Fasad mot Baldersgatan.